# Somerville (Teksas)
Somerville je grad u američkoj saveznoj državi Teksas. Prema popisu stanovništva iz 2010. u njemu je živjelo 1.376 stanovnika.